# Апухтін Олександр Леонідович
Олександр Леонідович Апухтін (рос. Александр Леонидович Апухтин; 11 лютого 1974, Лохівка — 8 червня 2023, Роботине) — російський військовик, рядовий ЗС РФ. Герой Російської Федерації.

## Біографія
В 1989 році закінчик 8 класів Красногвардійської середньої школи, в 1991 році — Чапаєвське професійно-технічне училище за спеціальністю «слюсар з ремонту автомобілів». В 1992/94 роках пройшов строкову службу в ЗСУ, після чого переїхав в Золотарівку, де працював на різних роботах, в тому числі нічним сторожем, трактористом, підземним робітником з ремонту гірських виробітків, тваринником і озеленювачем.
Перед початком російського вторгнення в Україну 19 лютого 2022 року призваний в так звану «Народну міліцію ДНР». Учасник битви за Маріуполь. В липні 2022 року перейшов у ЗС РФ за контрактом і призначений стрільцем-помічником гранатометника мотострілецького відділення мотострілецького батальйону 70-го мотострілецького полку. Загинув у бою.

## Нагороди
- Медаль Жукова (2022)
- Звання «Герой Російської Федерації» (25 вересня 2023, посмертно) — «за мужність і героїзм, проявлені під час виконання військового обов'язку.» 16 жовтня медаль «Золота зірка» була вручена рідним Апухтіна Юхимом Фіксом.